# Okey Isima
Okey Isima (Kano, Nigeria; 24 de agosto de 1956 – Abuya, Nigeria, 18 de febrero de 2013) fue un futbolista nigeriano que jugó en la posición de centrocampista.

## Carrera

### Club
| Periodo   | Club               |
| --------- | ------------------ |
| 1978-1982 | Enugu Rangers      |
| 1982-1983 | CF Os Belenenses   |
| 1983-1984 | União Madeira      |
| 1984-1985 | Vitória Guimarães  |
| 1985-1986 | Sporting Covilhã   |
| 1986-1987 | CF Estrela Amadora |
| 1987-1988 | CD Cova da Piedade |

### Selección nacional
Jugó para Nigeria en 20 ocasiones de 1978 a 1985 y anotó tres goles; participó en los Juegos Olímpicos de Moscú 1980 y en dos ediciones de la Copa Africana de Naciones.

## Logros

### Club
- Liga Premier de Nigeria (1): 1981
- Copa de Nigeria (1): 1981

### Selección nacional
- Copa Africana de Naciones (1): 1980